# Campionats del món de ciclisme de muntanya i trial de 2005
Els Campionats del món de ciclisme de muntanya i trial de 2005 van ser la 16a edició dels Campionats del món de ciclisme de muntanya organitzats per la Unió Ciclista Internacional. Les proves tingueren lloc del 31 d'agost al 4 de setembre de 2005 a Livigno (Llombardia) a Itàlia.

## Resultats

### Camp a través
| Proves         | Or                                                                            | Plata                                                              | Bronze                                                                           |
| Masculí        | Julien Absalon (FRA)                                                          | Christoph Sauser (SUI)                                             | José Antonio Hermida (ESP)                                                       |
| Femení         | Gunn-Rita Dahle (NOR)                                                         | Maja Włoszczowska (POL)                                            | Petra Henzi (SUI)                                                                |
| Masculí sub-23 | Iuri Trofimov (RUS)                                                           | Lukas Flückiger (SUI)                                              | Nino Schurter (SUI)                                                              |
| Masculí júnior | Robert Gehbauer (AUT)                                                         | Olivier Sarrazin (FRA)                                             | Tim Wijnants (BEL)                                                               |
| Femení júnior  | Tereza Hurikova (CZE)                                                         | Hanna Klein (GER)                                                  | Tanja Zakelj (SLO)                                                               |
| Relleus Mixt   | Espanya · Rubén Ruzafa · Oliver Avilés · Rocio Gamonal · José Antonio Hermida | Itàlia · Marco Bui · Tony Longo · Eva Lechner · Johannes Schweiggl | França · Alexis Vuillermoz · Stéphane Tempier · Séverine Hansen · Cédric Ravanel |

### Descens
| Proves         | Or                           | Plata                    | Bronze               |
| Masculí        | Fabien Barel (FRA)           | Sam Hill (AUS)           | Greg Minnaar (RSA)   |
| Femení         | Anne-Caroline Chausson (FRA) | Sabrina Jonnier (FRA)    | Emmeline Ragot (FRA) |
| Masculí júnior | Amiel Cavalier (AUS)         | Brendan Fairclough (GBR) | Liam Panozzo (AUS)   |
| Femení júnior  | Rachel Atherton (GBR)        | Scarlett Hagen (NZL)     | Micayla Gatto (CAN)  |

### Four Cross
| Proves  | Or                 | Plata                | Bronze                 |
| Masculí | Brian Lopes (USA)  | Jared Graves (AUS)   | Mickael Deldycke (FRA) |
| Femení  | Jill Kintner (USA) | Katrina Miller (AUS) | Tara Llanes (USA)      |

### Trial
| Proves                       | Or                                                                                         | Plata                                                             | Bronze                                                                                                 |
| Masculí - 20 polzades        | Benito Ros (ESP)                                                                           | Marco Hösel (GER)                                                 | Juan Daniel de la Peña (ESP)                                                                           |
| Masculí - 26 polzades        | Kenny Belaey (BEL)                                                                         | Vincent Hermance (FRA)                                            | Benito Ros (ESP)                                                                                       |
| Femení                       | Karin Moor (SUI)                                                                           | Ann-Christin Bettenhausen (GER)                                   | Mireia Abant (ESP)                                                                                     |
| Masculí júnior - 20 polzades | Ben Slinger (GBR)                                                                          | Marco Thomä (GER)                                                 | Karol Serwin (POL)                                                                                     |
| Masculí júnior - 26 polzades | Ben Slinger (GBR)                                                                          | Ben Savage (GBR)                                                  | Wesley Belaey (BEL)                                                                                    |
| Equips                       | França · Florian Tournier · Guillaume Dunan · Julie Pesenti · Vincent Hermance · Marc Remy | Espanya · Benito Ros · David García · Mireia Abant · Daniel Comas | Alemanya · Marco Hösel · Marco Thomä · Ann-Christin Bettenhausen · Wilko Brandt · Max-Christian Schrom |

## Medaller
| Pos.  | País         | Or | Plata | Bronze | Total |
| 1     | França       | 3  | 3     | 4      | 10    |
| 2     | Regne Unit   | 3  | 2     | 0      | 5     |
| 3     | Espanya      | 2  | 1     | 4      | 7     |
| 4     | Estats Units | 2  | 0     | 1      | 3     |
| 5     | Alemanya     | 1  | 4     | 0      | 5     |
| 6     | Austràlia    | 1  | 3     | 1      | 5     |
| 7     | Suïssa       | 1  | 2     | 2      | 5     |
| 8     | Bèlgica      | 1  | 0     | 2      | 3     |
| 9     | Àustria      | 1  | 0     | 0      | 1     |
| 9     | Txèquia      | 1  | 0     | 0      | 1     |
| 9     | Noruega      | 1  | 0     | 0      | 1     |
| 9     | Rússia       | 1  | 0     | 0      | 1     |
| 13    | Polònia      | 0  | 1     | 1      | 2     |
| 14    | Itàlia       | 0  | 1     | 0      | 1     |
| 14    | Nova Zelanda | 0  | 1     | 0      | 1     |
| 16    | Canadà       | 0  | 0     | 1      | 1     |
| 16    | Eslovènia    | 0  | 0     | 1      | 1     |
| 16    | Sud-àfrica   | 0  | 0     | 1      | 1     |
| Total | Total        | 18 | 18    | 18     | 54    |